# Francesco Pianzola
Francesco Pianzola (Sartirana Lomellina, 5 ottobre 1881 – Mortara, 4 giugno 1943) è stato un presbitero italiano, beatificato il 4 ottobre 2008 da papa Benedetto XVI.

## Biografia
Fu ordinato presbitero il 16 marzo 1907 a Vigevano, dal vescovo Pietro Berruti.
È conosciuto con gli appellativi di "don Niente" (dal termine con cui amava definirsi) e di "apostolo della Lomellina", avendo a lungo predicato nei campi e nelle fabbriche di quella zona. Per i fedeli locali rimane nella memoria anche come "al pref sant di mundini", ossia "il santo prete delle mondine".
Ha fondato i Padri Oblati diocesani dell'Immacolata e l'8 maggio 1919 l'Istituto delle Suore Missionarie dell'Immacolata Regina della Pace, note anche come suore pianzoline.
Il suo corpo è esposto alla venerazione dei fedeli in una cappella, presso la Casa Madre delle suore dell'Immacolata, a Mortara.

## Culto
Padre Pianzola è stato dichiarato venerabile da papa Benedetto XVI il 26 giugno 2006 e proclamato beato il 4 ottobre 2008 nel Duomo di Vigevano dal cardinale José Saraiva Martins, prefetto emerito della Congregazione per le Cause dei Santi, davanti ad una folla di 6 000 persone.
La memoria liturgica ricorre il 4 giugno.